# خلفه‌لی (صابرآباد)
خلفه‌لی (به ترکی آذربایجانی: Xəlfəli) یک منطقه مسکونی در جمهوری آذربایجان است که در شهرستان صابرآباد واقع شده است. خلفه‌لی ۱۹۲۴ نفر جمعیت دارد.